# 格勒德岛
格勒德岛（發音：[ˈɡʁøːdə] ⓘ）是德国的一座哈利希（无护堤小型沼泽岛屿），面积1.95平方千米，人口7。该岛与东部的哈伯尔岛由德国石勒苏益格-荷尔斯泰因州北弗里斯兰县的格勒德市镇管辖。
当今的格勒德岛由北部的阿佩兰岛（Appelland）和南部的原格勒德岛于1900年左右因海岸保护措施而连接起来，故该岛又称“格勒德-阿佩兰岛”（Gröde-Appelland）。